# H.C. Andersen Paraden
H.C. Andersen Paraden er en teatergruppe som hver sommer optræder på eventyrslottet i Eventyrhaven bag Odense Domkirke. Paraden er anført af Torben Iversen som i skikkelse af H.C. Andersen kæder forestillingen 24 eventyr på 24 minutter sammen.
Udover de 2 daglige optrædener i Odense i sommersæsonen har H.C. Andersen Paraden siden etableringen i 1987 optrådt med mere end 5000 shows overalt i Danmark og på rejser i Europa, USA og Asien.

## Ekstern henvisning
- Teatrets websted

55°23′53″N 10°23′27.23″Ø / 55.39806°N 10.3908972°Ø